# Simon Holt
Simon Holt (Bolton, Inglaterra, 21 de febrero de 1958) es un compositor británico. 

## Biografía
Simon Holt se educó en Bolton School. Poco después de graduarse en el «Royal Northern College of Music», se convirtió en un nombre conocido en los circuitos de música actual con una serie de comisiones y por una fructífera colaboración con la London Sinfonietta y el Nash Ensemble. Influenciado por Olivier Messiaen, Iannis Xenakis y Morton Feldman, y de artistas como Goya, Giacometti y Brancusi, su música es compleja, dramática y, a menudo, enigmática. La intrincada estructura interna de sus obras está oculta por una naturaleza aparentemente impulsiva. Durante la década de 1980 trabajó principalmente en complejos «soundworlds», mientras que desde la década de 1990 las texturas densas a menudo han sido compensados por feldmanescos momentos de calma, a los que Holt se refiere como «todavía centros» («still centres»). 

### Hitos de su carrera
- 1978-82 - Estudios en el Royal Northern College con Anthony Gilbert.
- 1985 - Comienza a ser conocido como compositor en el Festival de Bath.
- 1989 - Recibe el «Royal Philharmonic Society Award» por Capriccio Spettrale.
- 1998 - Compositor destacado en el «Huddersfield Contemporary Music Festival».
- 2001 - Recibe el Premio de Composición Musical Príncipe Pierre de Mónaco por Sunrise' yellow noise.
- 2002 - Recibe el «Ivor Novello Classical Music Award» por Boots of Lead.
- 2004 - Recibe el «British Composer Award» por Who put Bella in the Wych Elm?.

## Obras destacadas
- 1983 - Kites, para conjunto instrumental.
- 1986 - Canciones, para voz y conjunto instrumental.
- 1987 - Syrensong, para orquesta.
- 1990 - Lilith, para conjunto instrumental.
- 1998 - The Nightingale’s to Blame, ópera.
- 2002 - Who put Bella in the Wych Elm?, música teatral.

## Grabaciones
* Canciones; …era madrugada; Shadow Realm; Sparrow Night - NMC D008.
* Boots of Lead; eco-pavan; Kites; Lilith; Feet of clay - NMC D094.
* Maïastra - Metier MSV CD92063.